# Rosa 'Gros Choux d'Hollande'
Rosa 'Gros Choux d'Hollande' — сорт роз, относится к классу Центифольные розы. 
Используется в качестве декоративного садового растения.

## Биологическое описание
Высота куста 185—305 см, ширина 150—365 см. Согласно более раннему источнику, редко превышают 120 см.
Листья крупные, тёмно-зелёные, края слегка фиолетовые. Сложные листья состоят из 3—5 листочков.
Цветки крупные, махровые, светло-розовые.
Аромат сильный.
Цветение однократное.

## В культуре
Зоны морозостойкости (USDA-зоны): от 6b—9b.